# فيروس موجه للعصب
الفيروس الموجه للعصب هو الفيروس القادر على عدوى الخلايا العصبية، أو الذي يفعل ذلك بشكل تفضيلي.
المصطلحات المقاربة تضم غزوي العصب (قادر على الدخول أو اصابة الجهاز العصبي المركزي، على سبيل المثال من الجهاز العصبي المحيطي)، و مُفَوِّعٌ عَصَبِيَّاً (قادرة على التسبب في المرض داخل الجهاز العصبي). بتجنبها لمجرى الدم تكون الفيروسات قادرة على التهرب بشكل كبير من الاٍستجابة المناعية المعتادة وتحصن نفسها في الجسم المضيف داخل الجهاز العصبي. و أكثر الفيروسات غزوا للأعصاب الفيروسات الربدية، و فيروس الحلأ البسيط. أخرى مثل الفيروسة السنجابية، يمكن أن تنتشر عصبيا ولكن في المقام الأول تنتشر عن طريق تفيرس الدم (مرور الفيروس اٍلى الدم). الفيروسات الموجهة للعصب تسبب عدوات حادة تضم التهاب الدماغ الخيلي الياباني، التهاب الدماغ الخيلي الفنزويلي و التهاب الدماغ الكليفورني الفيروسي; شلل الأطفال، كوكساكي، اٍيكو، النكاف ، الحصبة، الإنفلونزا، وداء الكلب فضلا عن الأمراض التي يسببها أفراد أسرة الفيروسات الهربسية مثل فيروس الحلأ البسيط، الفيروس النطاقي الحماقي، الفيروس المضخم للخلايا و فيروس إبشتاين-بار. و تلك التي تسبب العدوات الكامنة تضم فيروس الحلأ البسيط، الفيروس النطاقي الحماقي. تلك التي تسبب عدوى فيروسية بطيئة مثل الحصبة، الحصبة الألمانية و فيروس جون كونينغام، و الفيروسات القهقرية مثل أليف النسيج اللمفاني-T البشري 1 و فيروس نقص المناعة.